# Попов, Алек
Алек Попов (16 января 1966, София — 22 марта 2024) — болгарский писатель, сценарист. Член-корреспондент Болгарской академии наук.

## Биография
После окончания Национальной школы древних языков и культуры «Константин Кирил Философ», изучал болгарскую филологию в Софийском университете «Святого Климента Охридского».
Работал редактором газеты «Демократия», сотрудником Национального литературного музея, затем на дипломатической работе (атташе по культуре в болгарском посольстве в Лондоне).
Сейчас Алек Попов — директор Дома детской книги и главный редактор газеты «Родная речь» (бол. «Родна реч»).
Пресс-секретарь Болгарской ПЕН-клуба. Член Ассоциации болгарских писателей, в 1996—1997 был пресс-секретарем Ассоциации.
В октябре 2012 Алек Попов избран членом-корреспондентом Болгарской академии наук (в категории творческие работники).
Умер 22 марта 2024 года. Отпевание планируется на 15:30 24 марта 2024 года в церкви Центрального кладбища Софии.

## Творчество

### Избранная библиография
- 1992 — Другата смърт (сборник рассказов)
- 1994 — Мръсни сънища (сборник рассказов, ISBN 954-8102-09-9)
- 1995 — Игра на магии (сборник рассказов)
- 1997 — Зелевият цикъл (сборник рассказов; ISBN 954-426-158-3)
- 1998 — Пътят към Сиракуза (сборник рассказов)
- 2001 — Мисия Лондон (роман; ISBN 978-954-8307-11-6)
- 2002 — Ниво за напреднали (сборник рассказов; ISBN 978-954-8307-21-5)
- 2005 — Спътник на радикалния мислител (эссе; ISBN 978-954-90945-2-7)
- 2006 — Митология на прехода (сборник рассказов; ISBN 978-954-739-767-5)
- 2007 — Черната кутия (роман; ISBN 978-954-09-0021-6)

Рассказы и эссе Алека Попова были переведены на английский, венгерский, сербский, чешский, польский, словенский, датский, немецкий, французский, турецкий, албанский языки.
Алек Попов — автор радиопостановок, транслировавшихся по национальному радио и сценариев художественных и документальных фильмов. В 2001 болгарское ТВ сняло телефильм «Чуждите стъпки» по одноименному рассказу из сборника «Мръсни сънища».

## Награды и премии
Алек Попов лауреат нескольких литературных премий, в том числе:
- Национальная премия Народной Республики Болгария за детективный роман «Павел Вежинов» (1994),
- болгарская премия в жанре фантастической литературы «Гравитон» (1995),
- премия за короткий рассказ «Рашко Сугарев» (1999),
- премия книготорговой компании Хеликон за лучшую беллетристическую книгу 2002 года (за сборник рассказов «Ниво за напреднали»),
- ежегодная премия английского онлайн-журнала «Clouds», в котором на английском языке был опубликован роман Попова «Миссия Лондон» (2004),
- премия «Елиас Канети» (Русе) за роман «Черната кутия» (2007),
- Национальная премия Болгарии за драматургию имени Ивана Радоева (за пьесу «Миссия Лондон», 2005).